# Šešče pri Preboldu
Šešče pri Preboldu este o localitate din comuna Prebold, Slovenia, cu o populație de 391 de locuitori.